# 阿武山古墳
阿武山古墳（あぶやまこふん）は、大阪府高槻市奈佐原・茨木市安威にある古墳。国の史跡に指定されている。
阿武山（標高281.1メートル）の山腹に位置する。昭和初期に地下から古代の貴人の埋葬遺体が発掘され、被葬者を藤原鎌足（中臣鎌足）に比定する説が知られる。

## 歴史

### 発見

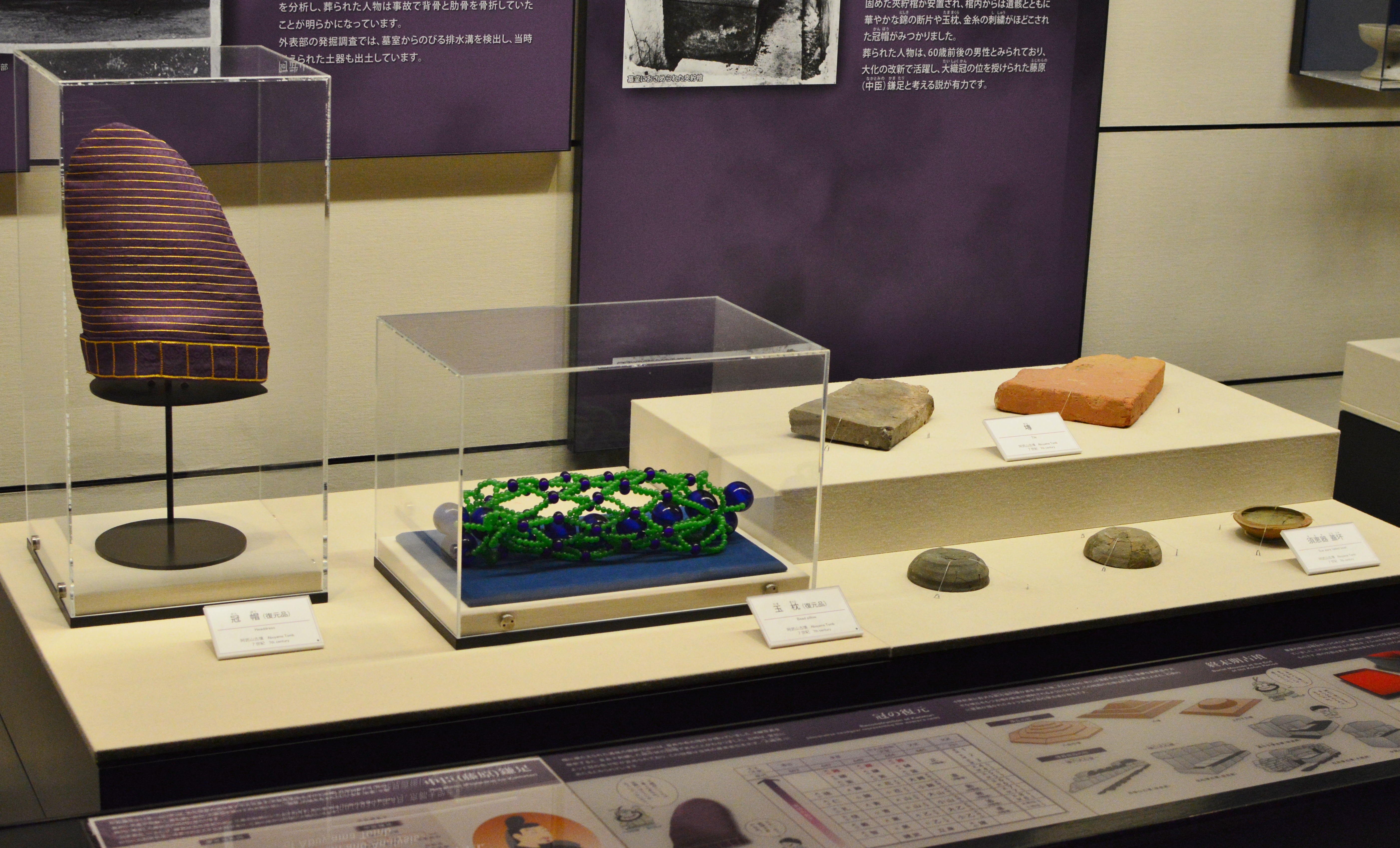
出土品（一部復元）今城塚古代歴史館展示。

1934年に京都帝国大学の地震観測所の地下から古墳の石室が偶然に発見された。通常の古墳にあるような盛り土はなく、浅い溝で直径82メートルの円形の墓域が形成されていた。
墓室は墓域中心の地表のすぐ下にあり、切石で組まれて内側を漆喰で塗り固められており、上を瓦で覆われ地表と同じ高さになるように埋め戻されていた。内部には棺台があり、その上に、漆で布を何層にも固めて作られ外を黒漆・内部を赤漆で塗られた夾紵棺（きょうちょかん）が日本で初めて発見された。
棺の中には、60歳前後の男性の、肉や毛髪、衣装も残存した状態のミイラ化した遺骨がほぼ完全に残っていた。鏡や剣、玉などは副葬されていなかったが、ガラス玉を編んで作った玉枕のほか、遺体が錦を身にまとっていたこと、胸から顔面、頭にかけて金の糸がたくさん散らばっていたことが確かめられた。

### 騒動
この発見は1934年4月29日に大阪朝日新聞のスクープで知られるところとなり、「貴人の墓」として反響を呼び延べ2万人に達する大勢の見物人が押し寄せた。
当初からこの地にゆかりの深い藤原鎌足が被葬者だとする見方もあったが、これは平安時代中ごろから「多武峯略記」などに、「鎌足は最初は摂津国安威（現在の大阪府茨木市）に葬られたが、後に大和国の多武峯に改葬された」との説が紹介されていたからでもある（実際に、江戸時代には阿武山の近くの安威集落にある将軍塚古墳が鎌足公の古廟とされて祀られていた）。
しかし発掘にはトラブルがあった。京都大学理学部・地震観測所が、観測所敷地内の「貴人の墓」発掘の主導権を握っていたが、考古学の知識に乏しく遺跡に対する扱いが手荒とされていた。
これに対し、最初に相談されただけで以後立ち入り調査をさせてもらえない京都大学考古学研究室と、遺跡を管轄する立場であり見物人の増加や遺物の急速な劣化を憂慮する大阪府は、遺跡の発掘の今後の方向に対し地震観測所と対立を深めつつあった。
大阪府庁で文部省や宮内省なども出席して行われた関係者会議で、被葬者がきわめて高位の人物であることは間違いなく、皇室につながる可能性もあるため、これ以上の調査は冒涜であるとの意見が出た。こうしてついに「貴人の墓」は埋め戻されることになった。
その前に地震観測所が遺骨などをエックス線撮影したが、押し寄せる見物人から被葬者の尊厳を守るため内務省によって警察隊が派遣されており、遺跡に対する学術調査にまで圧力をかけたため、府などによる調査は不十分なまま埋め戻された。

### 被葬者の研究
1982年、埋め戻す前のエックス線写真の原板が地震観測所から見つかった。1987年分析の結果、被葬者は腰椎などを骨折する大けがをし、治療されてしばらくは生きていたものの、寝たきり状態のまま二次的な合併症で死亡したこと、金の糸の分布状態からこれが冠の刺繍糸だったことが判明した。しかも漆の棺に葬られていたことや玉枕を敷いていたことなども考えると、被葬者は最上位クラスの人物であったとされる。
これらの分析結果が鎌足の死因（落馬後に死去）と一致すること、この冠がおそらく当時の最高冠位である織冠であり、それを授けられた人物は、史上では百済王子の余豊璋を除けば大織冠の鎌足しかいないことから、被葬者はほぼ藤原鎌足に違いないと報道された。一方、被葬者には鎌足の同時期の蘇我倉山田石川麻呂や阿倍倉梯麻呂（内麻呂）に比定する説もある。
2014年10月、大阪府茨木市の東奈良遺跡で阿武山古墳の塼（古代の煉瓦）と酷似している塼が発見された。京都府立大学の菱田哲郎教授は発見された遺物は藤原鎌足に関係するとしている。東奈良遺跡の周辺には、鎌足が隠居した三島別業という別邸があったとされ、この発見により三島別業が沢良宜にあったとの説が補強された。
2024年、出土した冠に、大化の改新で定められた最高位の冠「大織冠」の特徴があることが専門家の研究で判明した。出土当時のX線写真の解析で、「綴織（つづれおり）」という特徴的な織り方の生地を使っていたことが分かった。歴史上、大織冠は国内では藤原鎌足にしか授与されていないため、被葬者を鎌足とする通説がより確実になった。

## 文化財

### 国の史跡
- 阿武山古墳 - 昭和58年8月30日指定[6]。

## 関連書籍
- 高槻市教育委員会編 編『藤原鎌足と阿武山古墳』吉川弘文館、2015年。ISBN 978-4642082693。